# الزهور والأشجار
الزهور والأشجار هوَ فيلم رسوم متحركة صدر عام 1932 من إنتاج والت ديزني وإخراج بيرت جيليت. عُرض في دور السينما لأوّل مرة في 30 تمّوز/يوليو 1932. كان أول فيلمٍ تم إصداره تجاريًا وتم إنتاجه بتقنية التكنوكولور ثلاثية الألوان بعد سنوات عديدة من إنتاج الافلام ثنائيّة اللون. حقّق الفيلم نجاحًا تجاريًا كبيرًا كمَا فاز جائزة الأوسكار لأفضل فيلم رسوم متحركة قصير.

## القصة
تدور أحداث الفيلم في فصل الربيع حيث تقوم الزهور والفطر والأشجار بتمارين رياضية وعزف الألحان. تندلع معركة بين شجرة كبيرة مجوفة وشجرة صغيرة للفت انتباه شجرة أنثوية. الشجرة الصغيرة تخرج منتصرة؛ لكن الشجرة المجوفة تنتقم من خلال إطلاق النار. تحاول النباتات والحيوانات إطفاء الحريق أو الفرار منه. تقومُ النباتات والطيور في وقتٍ لاحقٍ ببث الثقوب في السحب وجعلها تمطر ما يُمكّنها من إخماد النار؛ ولكن الشجرة المجوفة تهلك وتموت إلى الأبد في النيران. يتقدم الشجرة الصغيرة بطلب يد الشجرة الأنثوية ويُقدّم لها دودة اليرقة كخاتمِ خطوبة.

## الجوائز
يعد فيلم الزهور والأشجار أول فيلم رسوم متحركة يفوز بجائزة الأوسكار في حفل توزيع جوائز الأوسكار الخامس عام 1932 حيثُ فاز بالجائزة في فئة أفضل فيلم متحرك قصير وهي فئة تم تقديمها لأول مرة في تلك السنة.

## وصلات خارجية
الزهور والأشجار على موقع IMDb (الإنجليزية)
- الزهور والأشجار على موقع الموسوعة البريطانية (الإنجليزية)
- الزهور والأشجار على موقع روتن توميتوز (الإنجليزية)
- الزهور والأشجار على موقع ألو سيني (الفرنسية)
- الزهور والأشجار على موقع أول موفي (الإنجليزية)
- الزهور والأشجار على موقع فيلمافينيتي (الإسبانية)
- الزهور والأشجار على موقع قاعدة بيانات الفيلم (الإنجليزية)
- الزهور والأشجار على موقع ليتربوكسد (الإنجليزية)
- الزهور والأشجار على موقع كينوبويسك (الروسية)